# Chek Lap Kok
Chek Lap Kok (chinois traditionnel : 赤鱲角) est une petite île artificielle située à Hong Kong.
Elle est utilisée pour l'aéroport international de Hong Kong.

Carte de Hong Kong avec Chek Lap Kok colorée.